# Apterichtus monodi
Espèce
Synonymes
Caecula monodi Roux, 1966 (nom originel)
Apterichtus monodi (initialement nommé Caecula monodi) est une espèce de congre. Elle est nommée en hommage à Théodore Monod.

## Distribution
Cette espèce se rencontre le long des côtes africaines du Sénégal au Nigeria.

## Référence
- Roux, 1966 : Une nouvelle espèce de poisson apode de la famille des Ophichthidae : Caecula (Sphagebranchus) monodi sp. nov. Bulletin du Muséum National d'Histoire Naturelle, sér. 2, vol. 37, n. 4, p. 593-598.